# Zhang Hao (Eiskunstläufer)
Zhang Hao (chinesisch 張昊, Pinyin Zhāng Hào; * 6. Juli 1984 in Harbin) ist ein chinesischer Eiskunstläufer, der im Paarlauf startet.
Zhang, der in Harbin, dem Zentrum des chinesischen Eiskunstlaufsports, geboren wurde, begann im Alter von sechs Jahren mit dem Eiskunstlaufen. Seine erste Eiskunstlaufpartnerin war Zhang Liyun. Seit 1997 trat er an der Seite von Zhang Dan für den Eislaufverein Harbin an. Zhang Dan und Zhang Hao sind nicht verwandt. Sie wurden von Yao Bin, der zusammen mit Partnerin Bo Luan 1980 der erste chinesische Teilnehmer bei Weltmeisterschaften im Paarlauf war, trainiert.

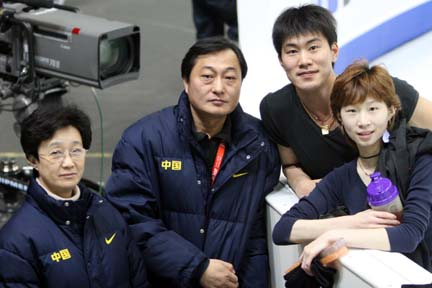
Zhang Hao und Zhang Dan mit Trainer Yao Bin

Anders als die bereits vor ihnen erfolgreichen chinesischen Paare Shen Xue / Zhao Hongbo und Pang Qing / Tong Jian hatten Zhang/Zhang schon im Juniorenbereich großen Erfolg. Bei der Juniorenweltmeisterschaft 2000 in Oberstdorf zeigte das Paar einen vierfachen Wurflutz, den ersten überhaupt in diesem Wettbewerb. 2001 und 2003 wurden sie Juniorenweltmeister. Sie waren die ersten chinesischen Juniorenweltmeister im Paarlauf. 2001 und 2002 gewannen sie außerdem das Grand-Prix-Finale der Junioren.
2002 debütierten Zhang/Zhang bei den Senioren. Bei ihrer ersten Vier-Kontinente-Meisterschaft gewannen sie sogleich die Bronzemedaille. Bei den Olympischen Spielen in Salt Lake City wurden sie Elfte und bei ihrer ersten Weltmeisterschaft Neunte. 2003 wurden sie chinesische Meister im Paarlauf. Sie gewannen erneut Bronze bei der Vier-Kontinente-Meisterschaft und konnten sich bei der Weltmeisterschaft um drei Plätze auf den sechsten Rang verbessern. 2004 ging es bei beiden Meisterschaften um einen Platz nach oben. Sie gewannen die Silbermedaille bei der Vier-Kontinente-Meisterschaft und belegten den fünften Platz bei der Weltmeisterschaft.

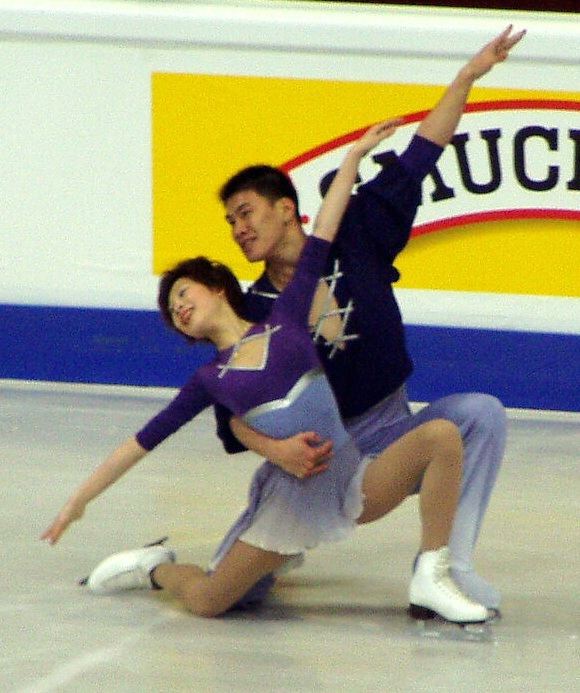
Zhang Dan und Zhang Hao bei der Weltmeisterschaft 2004 in Dortmund

Der endgültige Durchbruch kam im Jahr 2005. Erst entschieden sie die Vier-Kontinente-Meisterschaft für sich, dann errangen sie in Moskau mit Bronze ihre erste Weltmeisterschaftsmedaille. Ihren Höhepunkt erreichten Zhang/Zhang im Jahr 2006, als sie in Turin olympisches Silber hinter den Russen Tatjana Totmjanina und Maxim Marinin gewannen. Dabei platzierten sie sich vor ihren höher eingestuften und weitaus erfahreneren Landsleuten Shen/Zhao und Pang/Tong, trotz eines schweren Sturzes von Zhang Dan in der Kür beim Versuch eines geworfenen Vierfachsalchows. Wenige Wochen später wurden sie in Calgary auch Vize-Weltmeister hinter Pang Qing und Tong Jian.
Bei den Weltmeisterschaften 2008 und 2009 wurden Zhang Hao und Zhang Dan Vize-Weltmeister hinter Aljona Sawtschenko und Robin Szolkowy. Sie errangen außerdem Silber und Bronze bei den Vier-Kontinente-Meisterschaften.
2010 gewannen sie ihren zweiten Titel bei den Vier-Kontinente-Meisterschaften, allerdings unter schwacher Konkurrenz. Sowohl bei ihren dritten Olympischen Spielen wie auch der Weltmeisterschaft belegten sie bei Siegen ihrer Landsleute den fünften Platz.
Die Saison 2011 musste das Paar verletzungsbedingt auslassen.
Zhang Dan beendete 2012 ihre Eiskunstlaufkarriere. Zhang Hao fand eine neue Eislaufpartnerin in Peng Cheng.

## Ergebnisse

### Paarlauf

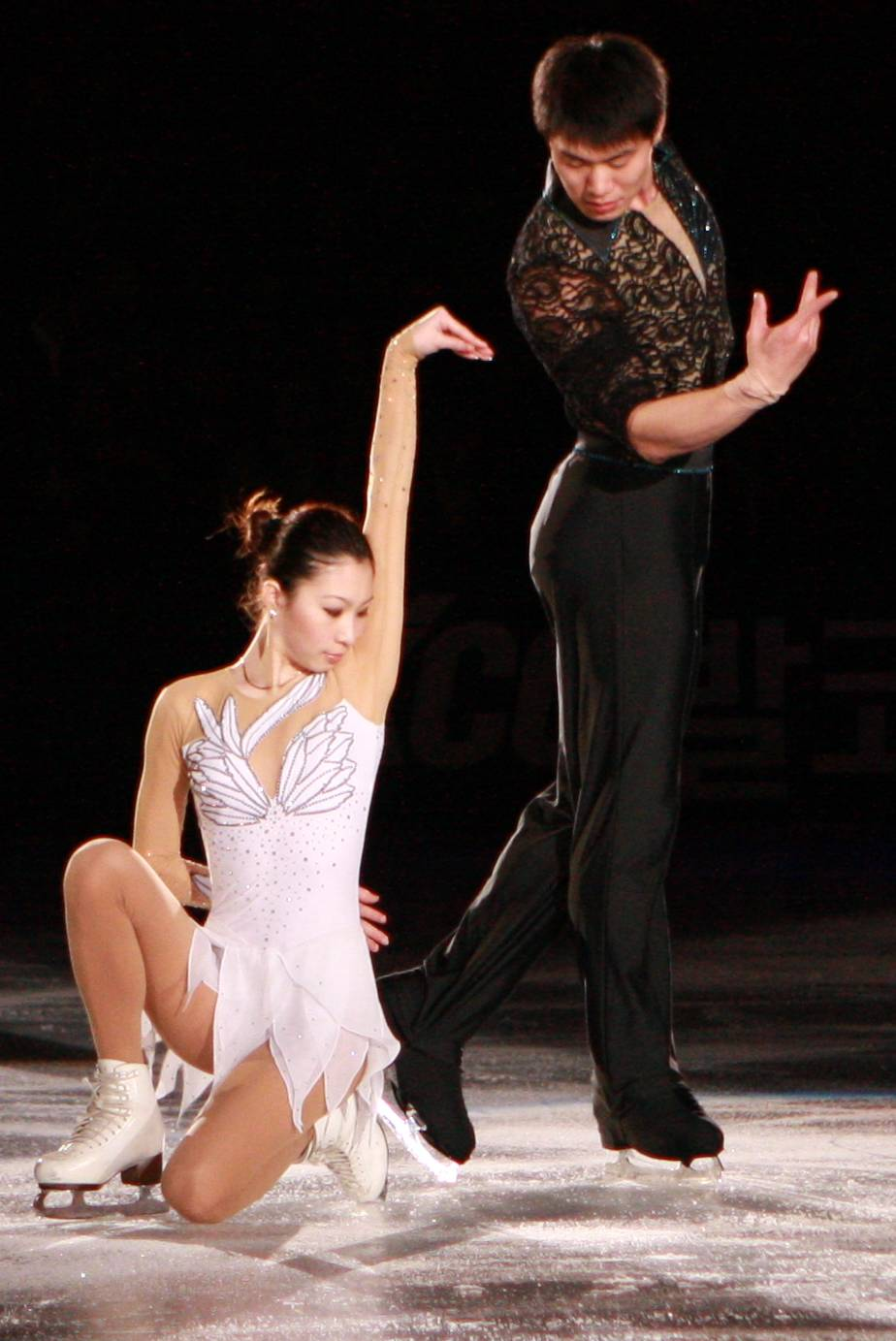
Zhang Dan und Zhang Hao, 2009

mit Peng Cheng:
| Wettbewerb / Jahr               | 2013  |
| ------------------------------- | ----- |
| Weltmeisterschaften             | 11.   |
| Vier-Kontinente-Meisterschaften | 5.    |
| –                               |       |
| Grand-Prix-Wettbewerb / Saison  | 12/13 |
| Cup of China                    | 5.    |
| Trophée Eric Bompard            | 4.    |

mit Zhang Dan:
| Wettbewerb / Jahr               | 2000  | 2001  | 2002  | 2003  | 2004  | 2005  | 2006  | 2007  | 2008  | 2009  | 2010  | 2011  | 2012  |
| ------------------------------- | ----- | ----- | ----- | ----- | ----- | ----- | ----- | ----- | ----- | ----- | ----- | ----- | ----- |
| Olympische Winterspiele         |       |       | 11.   |       |       |       | 2.    |       |       |       | 5.    |       |       |
| Weltmeisterschaften             |       |       | 9.    | 6.    | 5.    | 3.    | 2.    | 5.    | 2.    | 2.    | 5.    |       |       |
| Vier-Kontinente-Meisterschaften |       |       | 3.    | 3.    | 2.    | 1.    |       |       | 2.    | 3.    | 1.    |       |       |
| Juniorenweltmeisterschaften     | 4.    | 1.    |       | 1.    |       |       |       |       |       |       |       |       |       |
| Chinesische Meisterschaften     | 2.    | 3.    | 3.    | 1.    | 2.    |       |       |       | 2.    |       |       |       | 1.    |
| –                               |       |       |       |       |       |       |       |       |       |       |       |       |       |
| Grand-Prix-Wettbewerb / Saison  | 99/00 | 00/01 | 01/02 | 02/03 | 03/04 | 04/05 | 05/06 | 06/07 | 07/08 | 08/09 | 09/10 | 10/11 | 11/12 |
| Grand-Prix-Finale               |       |       |       |       | 6.    | 5.    | 2.    | 3.    | 2.    | 2.    | 6.    |       | 4.    |
| Skate America                   |       |       |       | 4.    | 3.    | 1.    | 1.    |       |       |       | 3.    |       | 2.    |
| Skate Canada                    |       |       |       |       |       |       |       | 1.    |       |       |       |       |       |
| Cup of Russia                   |       |       |       |       | 3.    | 1.    |       |       | 1.    | 1.    |       |       |       |
| Trophée Eric Bompard            |       |       |       | 4.    | 1.    |       |       |       | 1.    |       |       |       |       |
| NHK Trophy                      |       |       |       |       |       |       | 1.    | 2.    |       |       |       |       |       |
| Cup of China                    |       |       |       |       |       | 2.    |       |       |       | 1.    | 2.    |       | 2.    |